# نصوص الأهرام

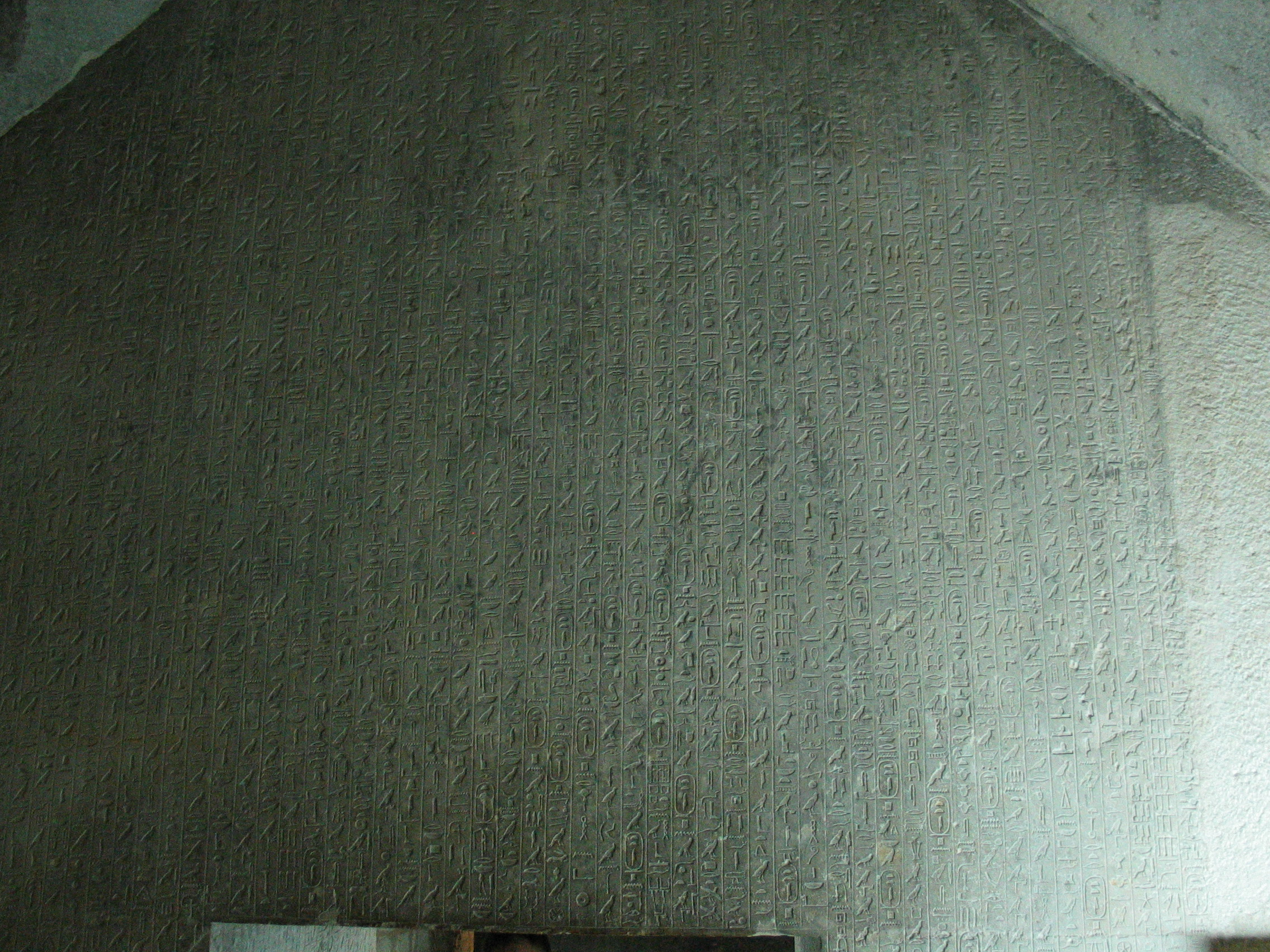
نصوص الأهرام الموجودة داخل هرم تيتي بسقارة.

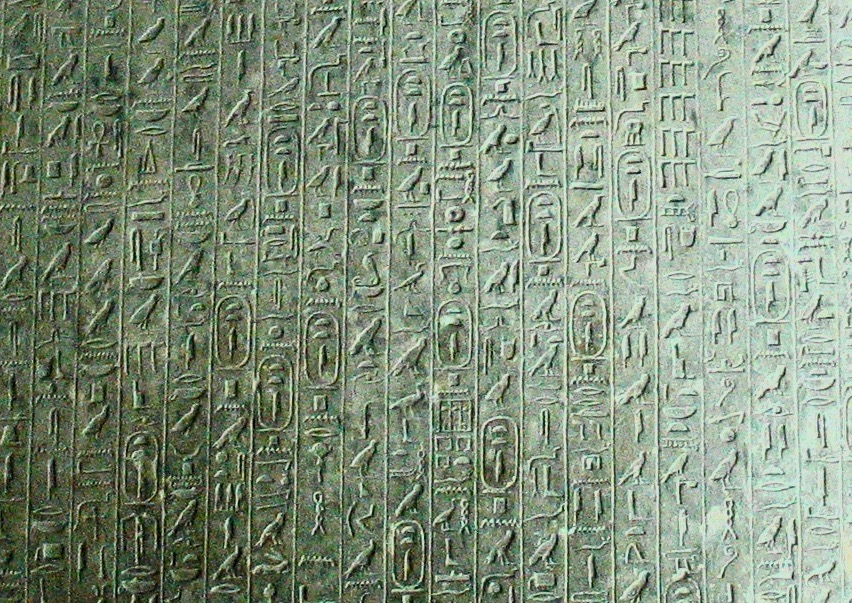
بعض تفاصيل نصوص الأهرام في هرم تتي ، من الأسرة السادسة.

نصوص الأهرام أو متون الأهرام هي مجموعة من النصوص الدينية المصرية القديمة ترجع لعصر الدولة القديمة، وهي تعد أقدم النصوص الدينية المعروفة في العالم. نحتت نصوص الأهرام باللغة المصرية القديمة على جدران الأهرام والتوابيت الحجرية في أهرامات سقارة خلال عصري الأسرتين الخامسة والسادسة. تاريخ أقدم تلك النصوص يرجع إلى بين عامي 2400-2300 ق.م. وخلافًا لنصوص التوابيت وكتاب الموتى، استخدمت نصوص الأهرام للملوك الفراعنة فقط. بعد حجر باليرمو، تعد نصوص الهرم ثاني أقدم النصوص التي تذكر أوزوريس، الذي أصبح أهم آلهة الحياة الآخرة في الديانة المصرية القديمة. الهدف من نصوص الأهرام هو حماية جسد الفرعون، وإحياء جسده بعد الموت ومساعدته على الوصول إلى الجنة في حياته الآخرة. كما تستخدم أيضًا لطلب مساعدة الآلهة.

## موضوعات النصوص
كانت تعاويذ أو «مقولات» نصوص الأهرام، مثلما كانت نصوص الآخرة التي ظهرت بعد ذلك في الدولة المصرية الحديثة بغرض حماية بقايا الفرعون وإعادة إحياء جسده بعد الموت -وتسمى الآخرة بالمصرية القديمة دوات- ومساعدته على الصعود إلى السموات، وهي من مسلمات الآخرة في فترة المملكة المصرية القديمة. وتصور التعاويذ بدقة كافة السبل التي من الممكن للفرعون أن يتبعها، بما في ذلك التسلق والدرجات والسلالم والطيران وهو أهمها، ومن الممكن أن التعاويذ قد استخدمت لطلب مساعدة الآلهة وحتى تهديدها إذا لم تستجب، ولكن تختلف نصوص الأهرام عن تلك النصوص التي ظهرت خلال الدولة المتوسطة والدولة الحديثة في عدم احتوائها على «شياطين» أو «عفاريت». وتختص نصوص الأهرام بأشياء مهمة تخص الميت، منها:
1. المحافظة على اسم الميت
2. توفير الغذاء والماء له أثناء عبوره إلى الآخرة
3. فكان الغذاء وعلى رأسه الخبز والبيرة يذكر بعدد الآلاف، أي بكثرة لضمان تموينه
4. كما يؤمر «الجوع» بأن يذهب إلى الإله نون الذي هو ينبوع الماء الأولي، الذي يخرج منه كل شيء، ولا يمكن للجوع أن يوجد فيه فيموت.

وقد زعمت دراسة مصرية حديثة أن اسم تلك النصوص «سفرت حتبت» والتي تعني «سفر الميلاد»، وأنه كانت تقام طقوس باستخدام تلك النصوص في احتفالات الملك باليوبيل السنوي.

## خصائص النصوص

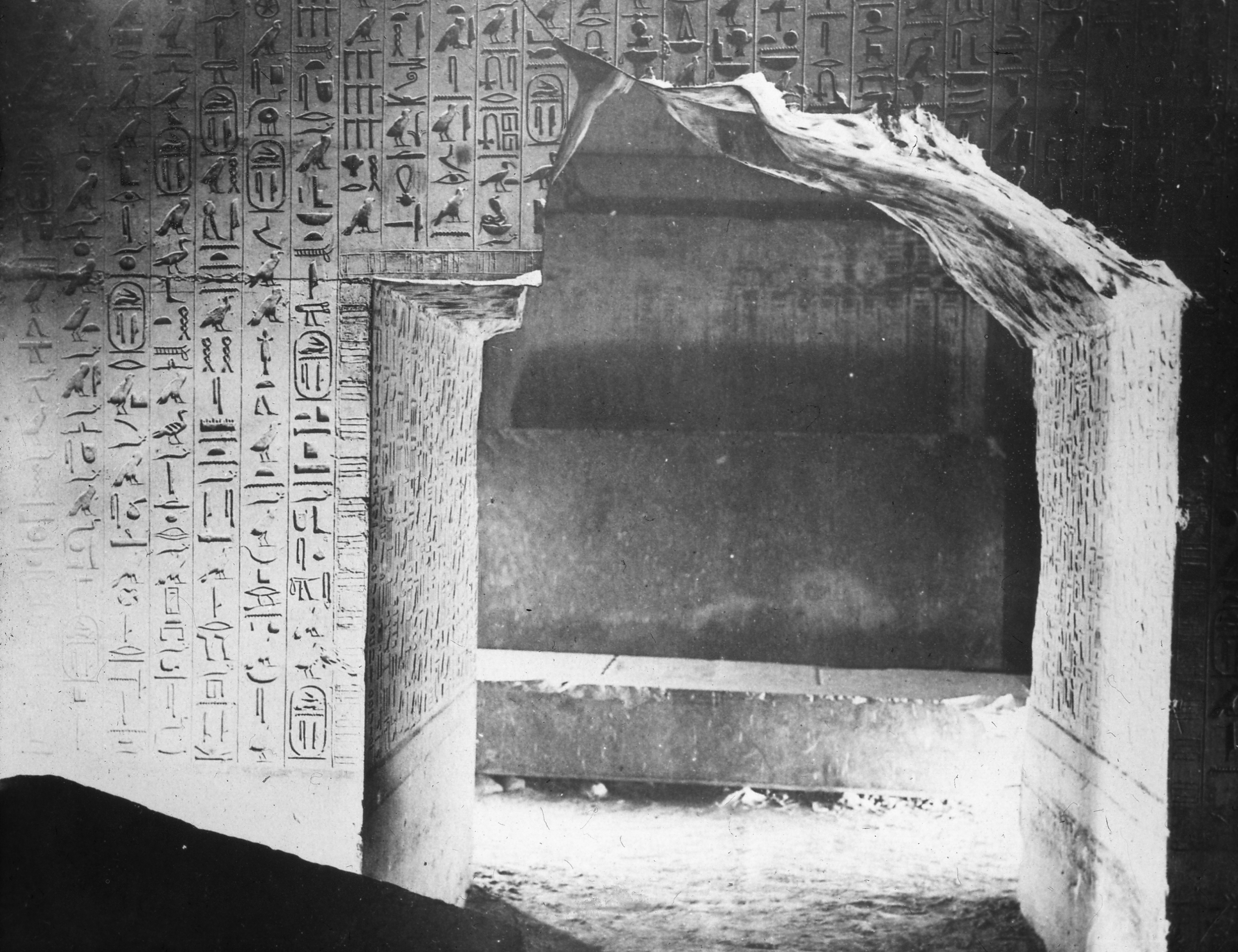
نصوص الأهرام الموجودة في هرم أوناس من الأسرة الخامسة.

تتشابه نصوص الأهرامات، إلا أن الكتابة الهيروعليفية تختلف شيئا ما كما تختلف بعض الكلمات. ولذلك تستخدم في المقارنة بين الكتابات. كما أن بعض الرموز الذي تمثل أحياء أو إنسان قد قشطت أو ربما أزيلت بعد ذلك حيث كان يعتقد في عصر الدولة القديمة أن للكتابة سحرا. ويبدو أن عملية قشط بعض الرموز ومحوها زاد في العصر الانتقالي الأول حتى أن بعض الرموز التي كانت مكتوبة على توابيت الموتى كانت تمحى أيضا.
وفي هرم الملكة «نيث» فكان اسم الثعابين يذكر في النص، إلا أن «المخصص»، وهو رسم الثعبان، فكان يقشط ويمحى. (الخوف من مجرد ذكر الثعبان أن يحضره). كذلك في العصور التالية فقد اعتقد المصري القديم بأن المكتوب يتحقق.

## أين توجد؟

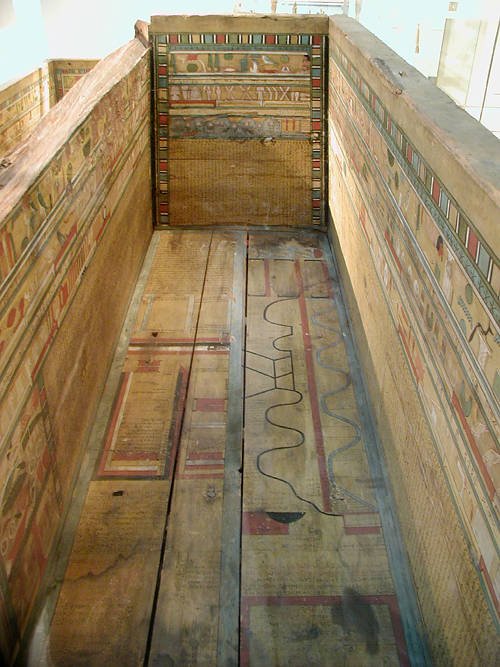
نصوص ملونة على أحد التوابيت، ترجع لعصر الدولة الوسطى.

اكتشف جاستون ماسبيرو النصوص عام 1881 وقد ترجمها كل من كرت هنريخ سيث للألمانية ولويس سبليرز للفرنسية وريموند. و. فاولكنر وصموئيل أ. ب. مرسير وجيمس بيتر آلن إلى الإنكليزية.
تحوي أقدم النسخ على 228 تعويذة عثر عليها داخل عدة من الأهرامات منها هرم أوناس (الأخير من الأسرة الخامسة) ووهرم تتي في سقارة وهرم بيبي الأول ومريرع وبيبي الثاني وأهرام الملكات عنخنس-بيبي الثانية وبيهينو والملكة نيث و «واجبتن» و «إبوت الثانية» من الأسرة السادسة. كما وجدت نصوص الأهرام في هرم الملك «كاكارع إيبي» من الأسرة الثامنة. كما وجدت على أجزاء خشبية في قبر الملكة مِرِتيتيس الثانية، وتشكل تلك النصوص أكبر مجموعة نصوص للغة المصرية القديمة التي عثر عليها. كما كتبت تلك النصوص المتعلقة برحلة الآخرة أيضا خلال الدولة المصرية الوسطى على الجدران الداخلية لتوابيت الموتى وكانت ترسم بالألوان. تسمى تلك النصوص نصوص التوابيت رغم التشابه الكبير بين نصوص الأهرام ونصوص التوابيت. واستمر استخدام بعض مقولات تلك النصوص حتى أواخر العصر الفرعوني.
احتوت طبعة كرت هنريخ سيث الأولى على 714 تعويذة متميزة، ثم اكتشفت بعدها عدة تعويذات مما رفع عدد التعاويذ الكلي إلى 759، ولكن لا توجد مجموعة منفردة تحوي التعاويذ المسجلة مجتمعة.

## مثال من النصوص
بعد الموت، يجب أن يقوم الملك من قبره أولا. المقولة 373 تصف ذلك (عن الإنجليزية)
أوه! أوه! إصحَ يا تيتي!
خذ رأسك، واجمع عظامك
اجمع أطرافك، وانثر الغبار عن جسدك!
خذ الخبز الذي لا يفسد، والبيرة التي لا تحمض،
قف أمام الأبواب التي تحجب عامة الناس!
سيأتي إليك حارس الباب، ويمسك بيدك
سيأخذك إلى السماء، إلى أبيك جب.
سيفرح بحضورك، ويضمك بيديه
سيقبلك، ويعتني بك
وسيجلسك مع الأرواح، الذين لا يفنون...
ويدعو لك المختفي منهم
ويلتف حولك الكبار منهم،
وسينتظرك المشاهدون منهم،
ويقدمون إليك المشرب،
ويطحن القمح لك،
وستكون هكذا في احتفالاتك الشهرية،
وبها تتم احتفالاتك النصف شهرية،
طبقا لما أمره لك جب، أبوك،
قم يا تيتي، فإنك لن تموت!
وتصف بعدها النصوص عدة طرق يستطيع بها فرعون الوصول إلى السماء، وإحداها طريق يصعد فيها فرعون على سلم. وفي المقولة رقم 304 يقول الملك:
سلام، يا بنات أنوبيس، فإنكن في أعالي السماء،
مرافقات توت، على درجات السلم
إنفتح يا طريق أوناس، دع أوناس يمر!
وطريق آخر يتم بركوب مركب. وإذا لم يرض المراكبي أخذه معه فللملك وسائل أخرى:
إذا لم تركب المركب يا أوناس،
فإنه سيُنطر ويجلس على أجنحة توت،
وعندئذ!، سيأخذ أوناس ويعبر به!

## ترتيلة أكل اللحم البشري
تعرف المقولات 273 و274 أحيانا بترتيلة أكل اللحم البشري لأنها تصف صيد الملك وأكله لأجزاء من الآلهة، وهي تمثل حلقة متميزة (المقولات 273 و274) من مختارات النصوص الشعائرية التي تشكل نصوص الأهرام في فترة المملكة القديمة.
وقد ظهرت لأول مرة في هرم أوناس، الأخير من الأسرة الخامسة.
تحفظ ترتيلة أكل اللحم البشري طقس مذبحة ملكية مبكرة حيث يقوم فيها الملك المتوفى ـبمساعدة الإله شسموـ بذبح وطهي والتهام الآلهة كثيران تضحية، وبذلك يدمج نفسه في قواهم الإلهية لكي يتمكن من المفاوضة على عبوره إلى العالم الآخر وضمان تحوله إلى إله سماوي يحكم من السموات.
يتميز طراز وشكل ترتيلة أكل اللحم البشري بالشعر الإستشهادي الشفوي من مصر الفرعونية من خلال الكناية التلميحية واستغلال التلاعب بالكلمات والجناس اللفظي في إعادة التكوين الفعلي لطقس المذبحة.
وباستثناء مدفن أوناس فإن هرم تتي هو الوحيد الذي يحوي ترتيلة أكل اللحم البشري.
إله يعيش في بيت أبيه،
يأكل من طعام أمه
أوناس هو ثور السماء
الغاضب في قلبه،
الحي في كل اللآلهة
الذي يأكل أحشائهم
عندما يأتون، تمتلئ أجسادهم بالسحر
من جزيرة اللهب...
ثم تعود ترتيلة أكل اللحم البشري للظهور مرة أخرى في نصوص التوابيت كالتعويذة 573 ، وقد اسقطت في الفترة التي نسخ فيها كتاب الموتى.

## في الثقافة الشعبية
في المشهد الأول من أوبرا أخناتون لفيليب قلاس، اقتبست العبارة «مفتوحان بابي الأفق» من نصوص الأهرام ويبدو أنها أخذت تحديدا من المقولة 220.
تحوي أغنية «أوناس قاتل الآلهة» "Unas Slayer of the Gods" لفرقة نيل الأمريكية للديث ميتال على عدة إشارات لنصوص الأهرام بما في ذلك ترتيلة أكل اللحم البشري.
فلم الحركة والمغامرة عودة المومياء، إنتاج عام 2001، عندما يحصل أمحوتب على جرة مليئة بالغبار وينفخ فيها، يقوم بالاقتباس من المقولة 373 فيتحول الرماد إلى مومياءات محاربة.
المسلسل التلفزيوني «شارع الممزق» Ripper Street لل BBC، يشير العقيد مادوك فاولكنر "Madoc Faulkner" ((إيان غلين) Iain Glen) لشكل آخر من المقولة 325.

## اقرأ أيضا
- نصوص التوابيت
- كتاب الموتى
- ناووس
- طقوس فتح الفم
- فيدا